# Caio Júlio César (bisavô de Júlio César)
Caio Júlio César (em latim: Gaius Iulius Caesar) foi, possivelmente, o nome do bisavô de Júlio César, o ditador. O prenome Caio não está registrado em nenhuma fonte antiga para este personagem, sendo conjectura de historiadores modernos.

## William Berry
De acordo com o genealogista inglês William Berry, Caio Júlio César, bisavô do ditador, era filho de Sexto Júlio César, que foi pretor em 208 a.C.. O bisavô do ditador seria irmão de Sexto Júlio César, o embaixador em Abdera.

## William Smith
De acordo com The Dictionary of Greek and Roman biography and mythology, editado por William Smith, Drumann conjecturou que o pai de Caio Júlio César, o avô do ditador, era filho de Sexto Júlio César (César no.4), que restaurou a liberdade de Abdera, e irmão de Sexto Júlio César (César no.6), que foi cônsul em 157 a.C.. Ainda segundo Drumann, ele foi o senador Caio Júlio, citado por Tito Lívio, que compôs, em c.143 a.C., uma história de Roma em grego.